# لیوو لیتما
لیوو لیتما (استونیایی: Liivo Leetma؛ زادهٔ ۲۰ ژانویهٔ ۱۹۷۷) بازیکن فوتبال اهل استونی بود.
از باشگاه‌هایی که در آن بازی کرده‌است می‌توان به باشگاه فوتبال تی‌وی‌ام‌کی، باشگاه فوتبال پایده لینامیسکوند، باشگاه فوتبال نومه کالیو، باشگاه فوتبال فلورا تالین، باشگاه فوتبال ویلیاندی تولویک، باشگاه فوتبال تالینا کالو، و باشگاه فوتبال لوادیا تالین اشاره کرد.
وی همچنین در تیم ملی فوتبال استونی بازی کرده‌است.